# Haliclona tromsoica
Haliclona tromsoica är en svampdjursart som först beskrevs av Jörn Hentschel 1929.  Haliclona tromsoica ingår i släktet Haliclona och familjen Chalinidae.
Artens utbredningsområde är Norge. Inga underarter finns listade i Catalogue of Life.